# Antimodernismus (Katholizismus)
Antimodernismus bezeichnet eine Strömung innerhalb der katholischen Kirche in der zweiten Hälfte des 19. Jahrhunderts, die bis tief hinein ins 20. Jahrhundert wirkte (die Geistlichen mussten bis 1967 den sogenannten Antimodernisteneid ablegen) und sich – ausgehend durch Dekrete von Pius IX. (Papst von 1846 bis 1878) – gegen die gesellschaftlichen und politischen Reformen und Umbrüche der Moderne und des Liberalismus wandte und deren Einfluss in Kirche und Theologie, den später von ihren Vertretern so benannten Modernismus, bekämpfte.
So listet der Syllabus errorum von 1864 in seiner Aufzählung beanstandeter Irrtümer eine Reihe von Ideen wie etwa die Religionsfreiheit auf, die seit der Aufklärung und der Französischen Revolution fortschreitend verwirklicht wurden, heute zum selbstverständlichen Allgemeingut (westlicher) Zivilisation gehören und in die Erklärung der Menschenrechte der Vereinten Nationen von 1948 eingegangen sind.
Der Antimodernismus ging Hand in Hand mit dem Ultramontanismus. So bezeichnet man eine politische Haltung des Katholizismus in deutschsprachigen Ländern und den Niederlanden, die sich ausschließlich auf Weisungen von der päpstlichen Kurie stützte, also aus dem von dort aus gesehen „jenseits der Berge“ (lateinisch ultra montes – gemeint sind die Alpen) – liegenden Vatikan. Auch in vielen anderen Ländern hatte der jeweilige Klerus (also z. B. Bischöfe, Erzbischöfe und aus ihnen bestehende Gremien) enge Bindungen zum Vatikan.
Nach einer gewissen Kursänderung unter Papst Leo XIII. (Papst von 1878 bis 1903), der sich erstmals der sozialen Frage widmete und mit seiner Enzyklika Rerum Novarum von 1891 die lehramtliche Tradition der katholischen Soziallehre begründete, stellte das Pontifikat Pius X. (1903 bis 1914), während dessen die Bewegungen des Modernismus und Amerikanismus weithin an Bedeutung gewannen, zugleich auch den Höhepunkt antimodernistischer Tendenzen in der katholischen Kirche dar, vor allem durch die Verpflichtung aller Priester auf das Ablegen des sogenannten Antimodernisteneides vom 1. September 1910, der sie ausdrücklich verpflichtete, die im Syllabus errorum (Liste der Irrtümer) beanstandeten Irrtümer abzulehnen.
Unter Papst Benedikt XV. (Pontifikat 1914–1922) entspannte sich angesichts der von außen drohenden Gefahren (Erster Weltkrieg, Oktoberrevolution, Mexikanische Revolution etc.) für die katholische Kirche der innerkirchliche Modernismusstreit. Auch in den folgenden Pontifikaten deuteten äußerlich kaum Anzeichen auf ein Fortbestehen des Modernismusstreites hin, die jedoch prinzipiell ungelöst gebliebenen Probleme beeinflussten jedoch die Entwicklung der katholischen Kirche auf (und vor allem: nach) dem Zweiten Vatikanischen Konzil (nach welchem u. a. der „Antimodernisteneid“ abgeschafft wurde).

## Kontrast zur evangelischen Kirche
Der Philosoph Hegel hat 1822/23 in seinen Vorlesungen über die Philosophie der Geschichte Martin Luthers Reformation zur Geburtsstunde der Neuzeit stilisiert. Der wesentliche Inhalt der Reformation sei der Satz „der Mensch ist durch sich selbst bestimmt, frei zu sein“. Sie sei eine kritische Reaktion auf jenen „Wunderglauben der ungereimtesten und läppischsten Art“ gewesen, den die katholische Kirche mit Heiligenkult, Wallfahrten und Ablasshandel förderte.
Hegels Sicht wurde um 1800 von vielen – auch protestantischen – Meisterdenkern geteilt. Sie feierten Luther, den einsam um Gottes Gnade ringenden Mönch und Professor, als nationalen Freiheitshelden, der den von der Papstkirche unterjochten Deutschen das Recht auf Gewissensfreiheit erstritten habe. Luther galt ihnen als erster moderner Mensch, der das finstere Mittelalter hinter sich gelassen und das helle Glaubenslicht der Freiheit angezündet habe.

„Römisch-katholische Geschichtsdeuter machten sich diese Deutung negativ zu eigen. Sie verteufelten den Reformator als den Urrevolutionär der Moderne, der in seinem sündhaften Aufstand gegen die päpstliche Autorität ein anarchisches Prinzip, die Unmittelbarkeit jedes frommen Einzelnen zu Gott, in die Welt gebracht und so alle Ordnungsstrukturen unterminiert habe. Hier wie dort war Reformationsdeutung geprägt von den politischen Zielen der jeweils Deutenden.“

Aber auch im Protestantismus regte sich im ausgehenden 19. Jahrhundert angesichts der historischen Kritik die Sorge um die Verbindlichkeit von Bibel und Bekenntnis und fand in der positiv-kirchlichen Richtung einflussreiche Vertreter.
Friedrich Wilhelm Graf wies 2009 darauf hin, dass die Reformation eine Pluralisierung der Kirche bewirkte und christliche Freiheit brachte. Man könne nun darüber streiten, ob, wie von Hegel einst behauptet, die reformatorische „libertas Christiana“ langfristig auch die politische Bürgerfreiheit stärkte.